# Willem van de Sande Bakhuyzen
Willem Hendrik van de Sande Bakhuyzen (Arnhem, 13 november 1957 – Amsterdam, 27 september 2005) was een Nederlands regisseur.

## Carrière

### Opleiding
Van de Sande Bakhuyzen volgde het gymnasium op het Willem de Zwijgercollege te Bussum. In die tijd nam hij ook deel aan de televisiequiz Tweekamp. Vervolgens studeerde hij rechten aan de Vrije Universiteit te Amsterdam. Na drie jaar verliet hij de hoofdstad om in 1979 naar de Toneelacademie Maastricht te gaan. Hij studeerde hier drie jaar en raakte bevriend met de acteurs Pierre Bokma, Peter Blok en Gijs Scholten van Aschat, die later in zijn films zouden spelen, en met schrijfster Maria Goos.

### Regisseur
In 1983 won hij met 1983 de 1983 jury- en publieksprijs van het Leids Cabaret Festival. Hij maakte enkele cabaretprogramma's, werkte mee aan het televisiejeugdprogramma Het Klokhuis en speelde in De aanslag en De Orionnevel voordat hij begon aan een carrière als regisseur.
Met Maria Goos maakte Van de Sande Bakhuyzen de televisieserie Oud Geld, de toneelstukken Familie en Cloaca, die hij later beide verfilmde, en de film Leef!. Voor de film Cloaca won hij in 2003 de Publieksprijs van het Nederlands Film Festival.
Verder regisseerde hij onder andere het toneelstuk Festen naar de gelijknamige film van Thomas Vinterberg, de televisieseries Bij Ons in de Jordaan en De Enclave over het drama rondom de val van Srebrenica, de jeugdfilm Lepel en cabaretvoorstellingen van onder anderen Sanne Wallis de Vries en Erik van Muiswinkel.

### Twee laatste films
Nadat in 2004 darmkanker bij hem was geconstateerd, heeft Van de Sande Bakhuyzen toch nog twee films gedraaid. Eén dag voor zijn voorlaatste film Leef! in première zou gaan tijdens de openingsavond van het Nederlands Film Festival, overleed hij op 47-jarige leeftijd in zijn woonplaats Amsterdam. Leef! werd op de slotavond van het festival bekroond met de Publieksprijs, net als eerder Cloaca. Bovendien won Van de Sande Bakhuyzen net als Theo van Gogh de speciale juryprijs.
In 2006 ging zijn laatste film Ik omhels je met 1000 armen in première, zijn verfilming van de gelijknamige roman van Ronald Giphart.

## Privé
Van de Sande Bakhuyzen was getrouwd met de regisseuse Adriënne Wurpel. Met haar kreeg hij een zoon, acteur Matthijs van de Sande Bakhuyzen en een dochter, actrice en fotografe Roeltje van de Sande Bakhuyzen.
In 2004 kreeg hij de diagnose darmkanker. Hij overleed op 27 september 2005. Van de Sande Bakhuyzen werd begraven op Begraafplaats Zorgvlied in Amsterdam.

## Filmografie
- Oud Geld (1998-1999)
- Bij Ons in de Jordaan (2000)
- Familie (2001)
- De Enclave (2002)
- Cloaca (2003)
- Lepel (2005)
- Leef! (2005)
- Ik omhels je met 1000 armen (2006)